# Aleurodicus destructor
Aleurodicus destructor es un hemíptero de la familia Aleyrodidae, con una subfamilia: Aleyrodinae. Fue descrita científicamente en 1912 por Mackie.